# Де Хэвилленд, Оливия
Дама Оли́вия Мэри де Хэвилленд (англ. Olivia Mary de Havilland; 1 июля 1916 — 26 июля 2020) — англо-американская актриса, одна из самых популярных и востребованных голливудских актрис 1930-х и 1940-х годов, лауреат двух премий «Оскар» за лучшую женскую роль (1947, 1950). Наиболее известна ролями в фильмах «Приключения Робин Гуда» (1938), «Унесённые ветром» (1939), «Наследница» (1949) и «Тише, тише, милая Шарлотта» (1964).

## Биография

### Юность
Оливия де Хэвилленд родилась в Токио 1 июля 1916 года. Её мать, Лилиан Августа Руз — английская  театральная актриса, известная под псевдонимом Лилиан Фонтейн, а отец, Уолтер Огастас де Хэвилленд — британский адвокат, практиковавший в Японии. В 1917 году родилась её сестра Джоан Фонтейн, с которой они позже, после становления актёрской карьеры обеих, перестали не только видеться, но и разговаривать. Кузен Оливии по отцовской линии — знаменитый британский авиаконструктор Джеффри де Хэвилленд, создатель самолёта De Havilland Mosquito.
В 1919 году, после развода родителей, Оливия с матерью и сестрой переехала в калифорнийский город Саратога. В Калифорнии она получила среднее образование в школе города Лос-Гатос, а также некоторое время обучалась в школе для девочек при католическом монастыре.

### Карьера
Актёрская карьера Оливии де Хэвилленд стартовала в начале 1930-х годов, в постановке «Сна в летнюю ночь», которая была показана в знаменитом театре Голливуд-боул в Лос-Анджелесе. Оливия исполнила роли Гермии. В 1935 году она ушла из театра в кинематограф. Среди первых фильмов такие приключенческие ленты как «Одиссея капитана Блада» (1935), «Атака лёгкой кавалерии» (1936), «Приключения Робин Гуда» (1938). В 1930-е годы Де Хэвилленд снималась в основном в паре с Эрролом Флинном.
В 1939 году Оливия исполнила роль Мелани Уилкс в легендарном фильме «Унесённые ветром», за которую была номинирована на премию «Оскар» за лучшую женскую роль второго плана.

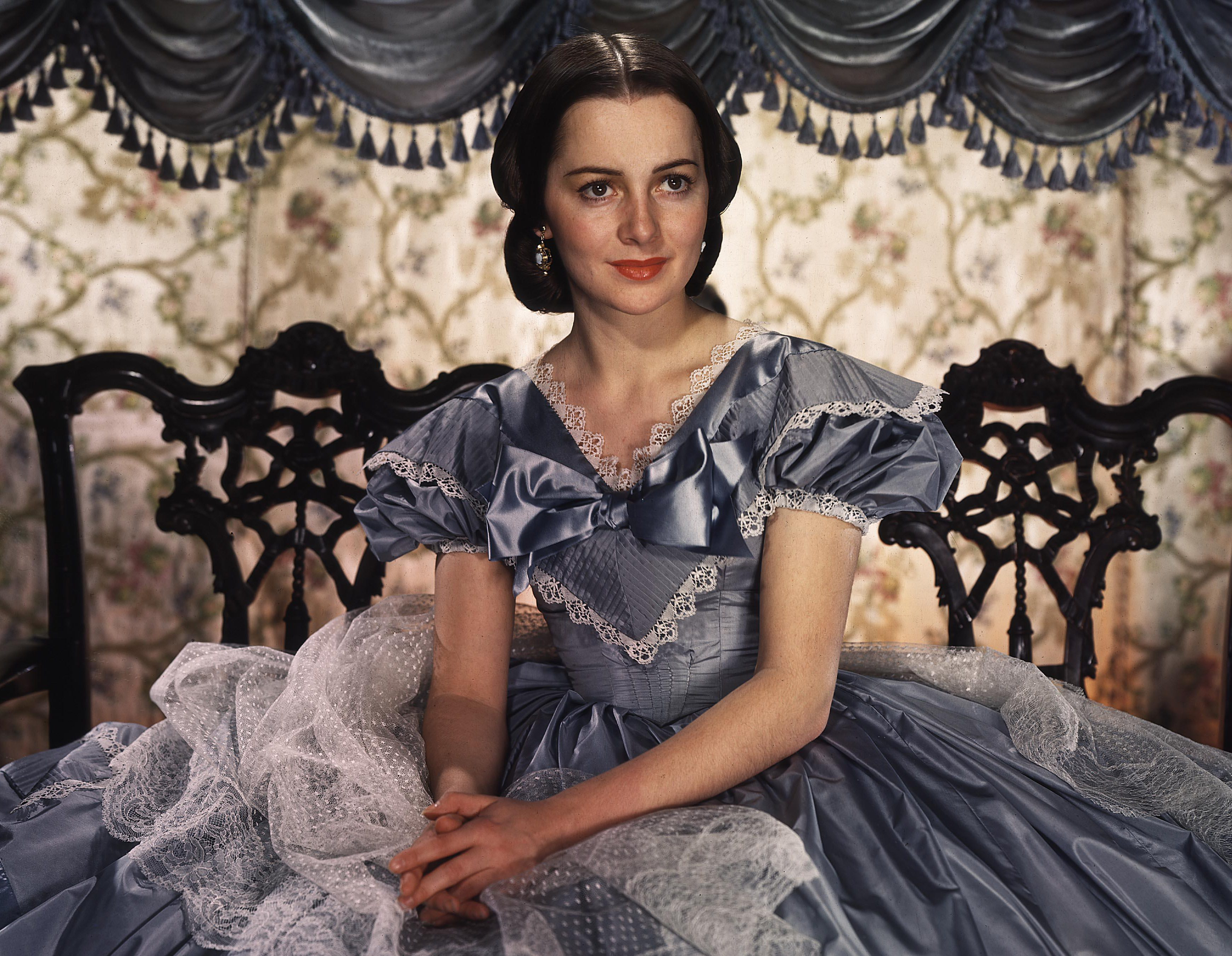
В фильме «Унесённые ветром» (1939)

В 1941 году Оливия де Хэвилленд приняла американское гражданство. В начале 1940-х годов, недовольная ролями, которые ей предлагала студия «Warner Bros.», и считая, что она уже выросла из ролей степенных девиц и способна на более драматические работы, Оливия пришла к конфликту со студией, который разрешился судебным процессом. Согласно типичному контракту тех лет, актёр оставался зависимым от киностудии в течение полугода после прекращения контракта и почти не имел шансов получить роль где-то ещё. Де Хэвилленд, совместно с Гильдией киноактёров, выиграла процесс и тем самым ослабила влияние студий и добилась для актёров большей творческой свободы от диктата продюсеров. Это стало одним из наиболее значительных и далеко идущих юридических постановлений в истории Голливуда. Смелость и упорство Де Хэвилленд принесли ей большое уважение среди других актёров, в том числе и её сестры Джоан Фонтейн, которая позже призналась, что «Голливуд многим обязан Оливии».

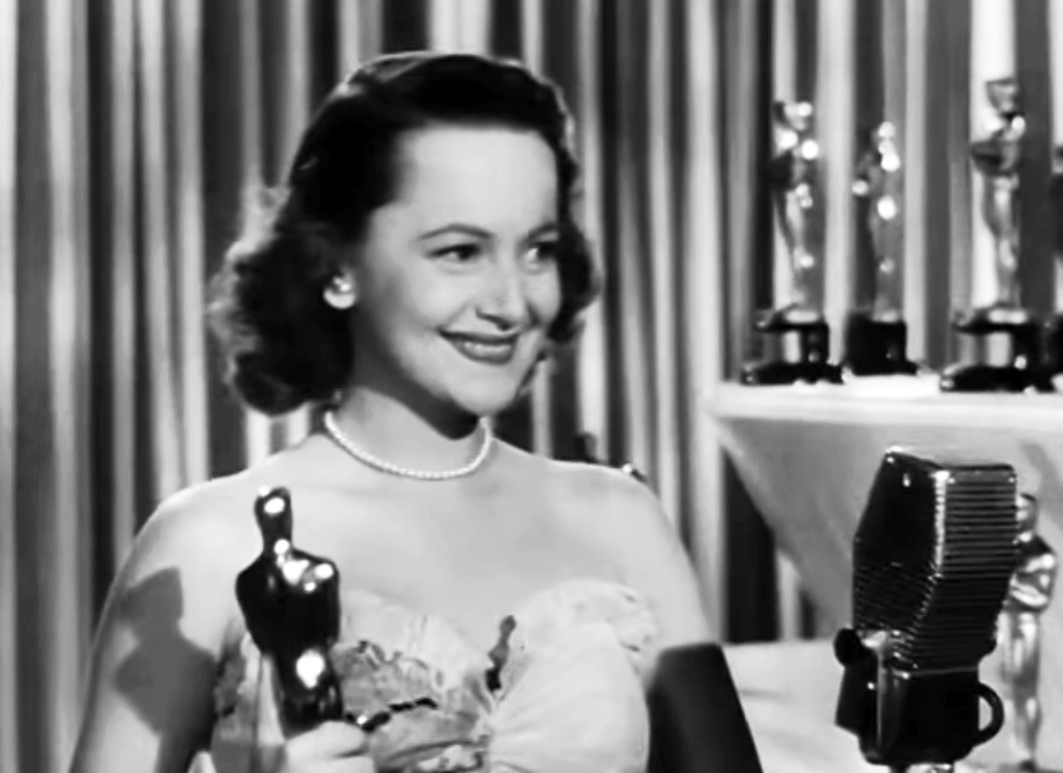
Оливия де Хэвилленд получает Оскар за лучшую женскую роль в 1947

В конце 1940-х годов актриса трижды номинировалась на премию «Оскар» за лучшую женскую роль и дважды становилась её обладательницей. В 1947 году премию ей принесла роль в фильме «Каждому своё», а в 1950 году — роль в «Наследнице».
Её карьера в большом кино продолжалась до конца 1970-х годов, и за это время она появилась во многих известных фильмах, среди которых «Моя кузина Рэйчел» (1952), «Эта леди» (1955), «Гордый бунтарь» (1958), «Свет на площади» (1962), «Тише, тише, милая Шарлотта» (1964), «Аэропорт 77» (1977) и «Пятый мушкетёр» (1979).
После завершения кинокарьеры де Хэвилленд продолжила сниматься на телевидении и в 1987 году номинировалась на «Эмми», а также стала обладательницей «Золотого глобуса» за роль вдовствующей императрицы Марии Фёдоровны в фильме «Анастасия: Загадка Анны».

### Последующие годы
В 2003 году де Хэвилленд неожиданно появилась на 75-й церемонии вручения наград Американской киноакадемии, получив при этом овации продолжительностью шесть с половиной минут. Год спустя она приняла участие в съёмках документального фильма, посвящённого 65-летию «Унесённых ветром». В июне 2006 года выступила на церемониях, посвящённых её 90-летию в Академии кинематографических искусств и наук и в Музее искусств округа Лос-Анджелес.

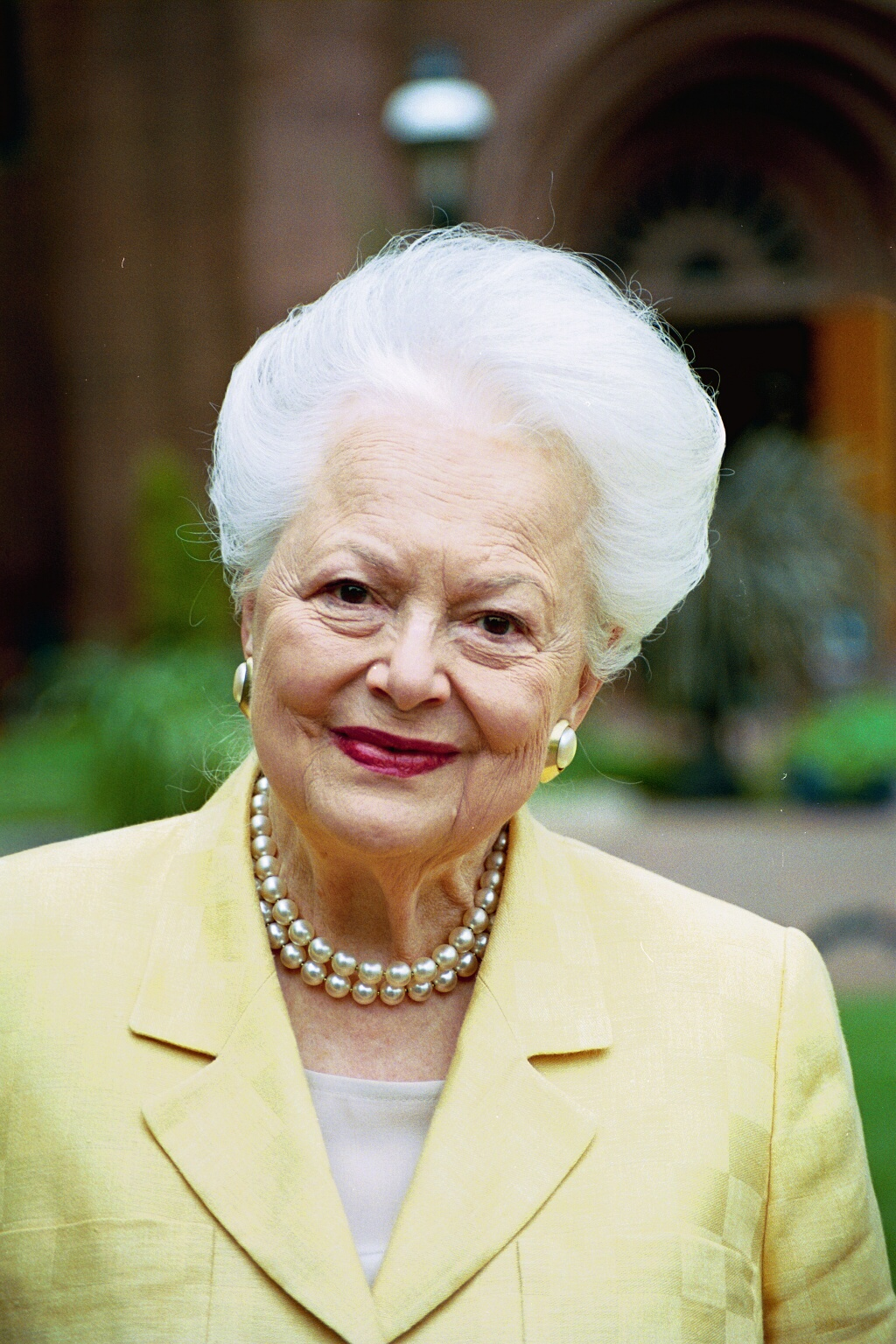
Оливия Де Хэвилленд в 2000 году

17 ноября 2008 года президент США Джордж Буш-мл. вручил Оливии де Хэвилленд Национальную медаль США в области искусств. 9 сентября 2010 года актрисе была присвоена степень кавалера ордена Почётного легиона, знаки которого она получила из рук президента Франции Николя Саркози.
1 июля 2016 года отпраздновала свой 100-летний юбилей.
В июне 2017 года, за две недели до её 101-го дня рождения, де Хэвилленд был присвоен титул Дама-командор ордена Британской империи за выдающиеся заслуги в драматическом искусстве. Она стала самой пожилой женщиной, удостоенной данного титула. На саму церемонию вручения награды в Букингемский дворец в Лондоне актриса поехать не смогла из-за проблем со здоровьем ввиду её преклонного возраста, поэтому Орден ей вручил посол Великобритании во Франции в её парижской квартире в марте 2018 года.
В 2017 на экраны вышел мини-сериал «Вражда», рассказывающий о соперничестве Бетт Дейвис и Джоан Кроуфорд. Роль Оливии де Хэвилленд исполнила Кэтрин Зета-Джонс. Сама Оливия де Хэвилленд подала в суд, утверждая, что её изображение без разрешения нарушает её право на рекламу в качестве знаменитости и выставляет её в ложном свете. Однако в 2018 иск де Хэвилленд был отклонён под предлогом Первой поправки и Свободы слова кинематографа.
Оливия де Хэвилленд умерла во сне в ночь с 25 на 26 июля 2020 года в своей парижской квартире в возрасте 104 лет. Официальная дата смерти — 26 июля 2020 года. После частной церемонии в Американском Соборе в Париже, состоявшейся 1 августа, де Хэвилленд была кремирована. Её прах захоронен в крематории-колумбарии кладбища Пер-Лашез, однако в будущем планируется перенесение праха в семейное захоронение на британском острове Гернси.

## Личная жизнь
В 1940-х годах у Оливии де Хэвилленд были романы с Джоном Хьюстоном, Джеймсом Стюартом и Говардом Хьюзом. В 1946 году де Хэвилленд вышла замуж за романиста Маркуса Гудриха, брак с которым продлился до 1953 года. Их сын Бенджамин, родившийся в 1949 году, стал математиком. В 1991 он умер после длительной борьбы с лимфогранулематозом.
С 1955 по 1979 год де Хэвилленд была замужем за французским журналистом Пьером Галанте, у них в 1956 году родилась дочь Жизель. После развода у них сохранились дружеские отношения, и в 1998 году, когда Пьер умирал от рака в Париже, Оливия была его сиделкой.
Оливия де Хэвилленд была подругой Бетт Дэвис и Глории Стюарт. В апреле 2008 года она присутствовала на похоронах Чарлтона Хестона, а спустя некоторое время стала специальным гостем на вечере, посвящённом столетнему юбилею Бетт Дэвис.

## Фильмография
| Год  |     | Русское название                          | Оригинальное название                    | Роль                         |
| ---- | --- | ----------------------------------------- | ---------------------------------------- | ---------------------------- |
| 1935 | ф   | Сон в летнюю ночь                         | A Midsummer Night’s Dream                | Гермия                       |
| 1935 | ф   | Одиссея Капитана Блада                    | Captain Blood                            | Арабелла Бишоп               |
| 1936 | ф   | Энтони Несчастный                         | Anthony Adverse                          | Энджела Джузеппе             |
| 1936 | ф   | Атака лёгкой кавалерии                    | The Charge of the Light Brigade          | Эльза Кэмпбелл               |
| 1937 | ф   | Великий Гаррик                            | The Great Garrick                        | Жермена де ла Корб           |
| 1937 | ф   | Любовь которую я искал                    | It`s Love I`m after                      | Marcia West                  |
| 1938 | ф   | Приключения Робин Гуда                    | The Adventures of Robin Hood             | Мэриан                       |
| 1938 | ф   | Четверо — это банда                       | Four’s a Crowd                           | Лорри Диллингвелл            |
| 1939 | ф   | Додж-Сити                                 | Dodge City                               | Эбби Ирвинг                  |
| 1939 | ф   | Частная жизнь Елизаветы и Эссекса         | The Private Lives of Elizabeth and Essex | Леди Пенелопа Грей           |
| 1939 | ф   | Унесённые ветром                          | Gone with the Wind                       | Мелани Гамильтон Уилкс       |
| 1940 | ф   | Дорога на Санта-Фе                        | Santa Fe Trail                           | Кит Карсон Холлидей          |
| 1941 | ф   | Клубничная блондинка                      | The Strawberry Blonde                    | Эми Линд Греймс              |
| 1941 | ф   | Задержите рассвет                         | Hold Back the Dawn                       | Эмми Браун                   |
| 1941 | ф   | Они умерли на своих постах                | They Died with Their Boots On            | Элизабет Бейкон              |
| 1942 | ф   | В этом наша жизнь                         | In This Our Life                         | Рой Тимберлейк               |
| 1943 | ф   | Принцесса О’Рурк                          | Princess O’Rourke                        | Мэри Уилльямс                |
| 1946 | ф   | Каждому своё                              | To Each His Own                          | Мисс Джозефин «Джоди» Норрис |
| 1946 | ф   | Тёмное зеркало                            | The Dark Mirror                          | Терри / Рут Коллинз          |
| 1946 | ф   | Преданность                               | Devotion                                 | Шарлотта Бронте              |
| 1948 | ф   | Змеиная яма                               | The Snake Pit                            | Вирджиния Стюарт Каннингем   |
| 1949 | ф   | Наследница                                | The Heiress                              | Кэтрин Слопер                |
| 1955 | ф   | Моя кузина Рэйчел                         | My Cousin Rachel                         | Рэйчел Сангаллетти Эшли      |
| 1955 | ф   | Эта леди                                  | That Lady                                | Ана де Мендоза               |
| 1955 | ф   | Не как чужой                              | Not as a Stranger                        | Кристина Хэдвигсон           |
| 1958 | ф   | Гордый бунтарь                            | The Proud Rebel                          | Линнетт Мур                  |
| 1959 | ф   | Клевета                                   | Libel                                    | Леди Маргарет Лондон         |
| 1962 | ф   | Свет на площади                           | Light in the Piazza                      | Мэг Джонсон                  |
| 1964 | ф   | Леди в клетке                             | Lady in a Cage                           | миссис Корнелия Хилард       |
| 1964 | ф   | Тише, тише, милая Шарлотта                | Hush… Hush, Sweet Charlotte              | Мириам Диринг                |
| 1972 | ф   | Папесса Иоанна                            | Pope Joan                                | Мать-настоятельница          |
| 1977 | ф   | Аэропорт 77                               | Airport '77                              | Эмили Ливингстон             |
| 1979 | с   | Лодка любви                               | The Love Boat                            | Тётя Хилли                   |
| 1978 | ф   | Рой                                       | The Swarm                                | Морин Шустер                 |
| 1979 | ф   | Пятый мушкетёр                            | The Fifth Musketeer                      | Королева-мать                |
| 1982 | тф  | Детективы Агаты Кристи: Простота убийства | Murder Is Easy                           | Гонория Уэйнфлит             |
| 1986 | мтф | Север и юг 2                              | North and South, Book II                 | миссис Нил                   |
| 1986 | тф  | Анастасия: Загадка Анны                   | Anastasia: The Mystery of Anna           | Мария Фёдоровна              |
| 1988 | тф  | Женщина, которую он любил                 | The Woman He Loved                       | тётя Бесси Мерриман          |
| 2009 | док | Я лучше помню, когда рисую                | I Remember Better When I Paint           | рассказчик                   |

## Награды и номинации
| Награда                             | Год  | Категория                                                                 | Название работы         | Результат |
| ----------------------------------- | ---- | ------------------------------------------------------------------------- | ----------------------- | --------- |
| Оскар                               | 1940 | Лучшая женская роль второго плана                                         | Унесённые ветром        | Номинация |
| Оскар                               | 1942 | Лучшая женская роль                                                       | Задержите рассвет       | Номинация |
| Оскар                               | 1947 | Лучшая женская роль                                                       | Каждому своё            | Победа    |
| Оскар                               | 1949 | Лучшая женская роль                                                       | Змеиная яма             | Номинация |
| Оскар                               | 1950 | Лучшая женская роль                                                       | Наследница              | Победа    |
| Золотой глобус                      | 1950 | Лучшая женская роль — драма                                               | Наследница              | Победа    |
| Золотой глобус                      | 1953 | Лучшая женская роль — драма                                               | Моя кузина Рэйчел       | Номинация |
| Золотой глобус                      | 1987 | Лучшая женская роль второго плана — мини-сериал, телесериал или телефильм | Анастасия: Загадка Анны | Победа    |
| Прайм-таймовая премия «Эмми»        | 1987 | Лучшая женская роль второго плана в мини-сериале или фильме               | Анастасия: Загадка Анны | Номинация |
| Венецианский кинофестиваль          | 1949 | Кубок Вольпи за лучшую женскую роль                                       | Змеиная яма             | Победа    |
| Национальный совет кинокритиков США | 1948 | Лучшая актриса                                                            | Змеиная яма             | Победа    |
| Сообщество кинокритиков Нью-Йорка   | 1948 | Лучшая актриса                                                            | Змеиная яма             | Победа    |
| Сообщество кинокритиков Нью-Йорка   | 1949 | Лучшая актриса                                                            | Наследница              | Победа    |